# Сатър Крийк (Калифорния)
Сатър Крийк (на английски: Sutter Creek) е град в щата Калифорния, САЩ. Намира се в окръг Амадор. Сатър Крийк е с население от 2575 жители (по приблизителна оценка от 2017 г.) и обща площ от 4,30 км² (1,70 мили²). Разположен е на 362 м (1188 фута) надморска височина. Основан е през 1848 г., а получава статут на град през 1854 г.
Кръстен е на Джон Сатър, швейцарски заселник, на който един от работниците му първи открива злато в Калифорния, което поставя началото на Калифорнийската златна треска.